# Maitara
Maitara est une île d'Indonésie située dans la province des Moluques du Nord, entre les îles de Ternate et Tidore.

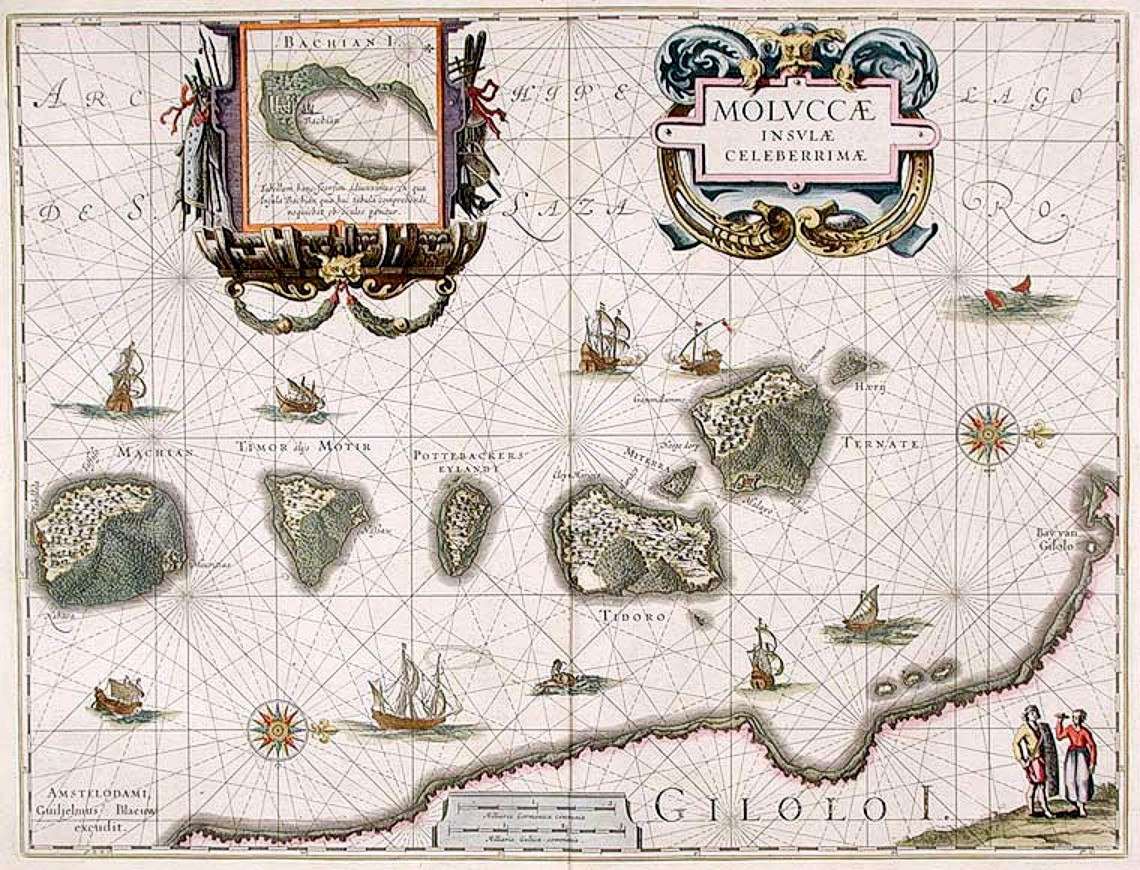
Carte de 1630 montrant les îles de Makian ("Machian"), Moti ("Motik"), Mare ("Pottebackers"), Tidore, Maitara ("Miterra"), Ternate, Hiri ("Herij") et Gilolo (Halmahera)